# Бруклинский филармонический оркестр

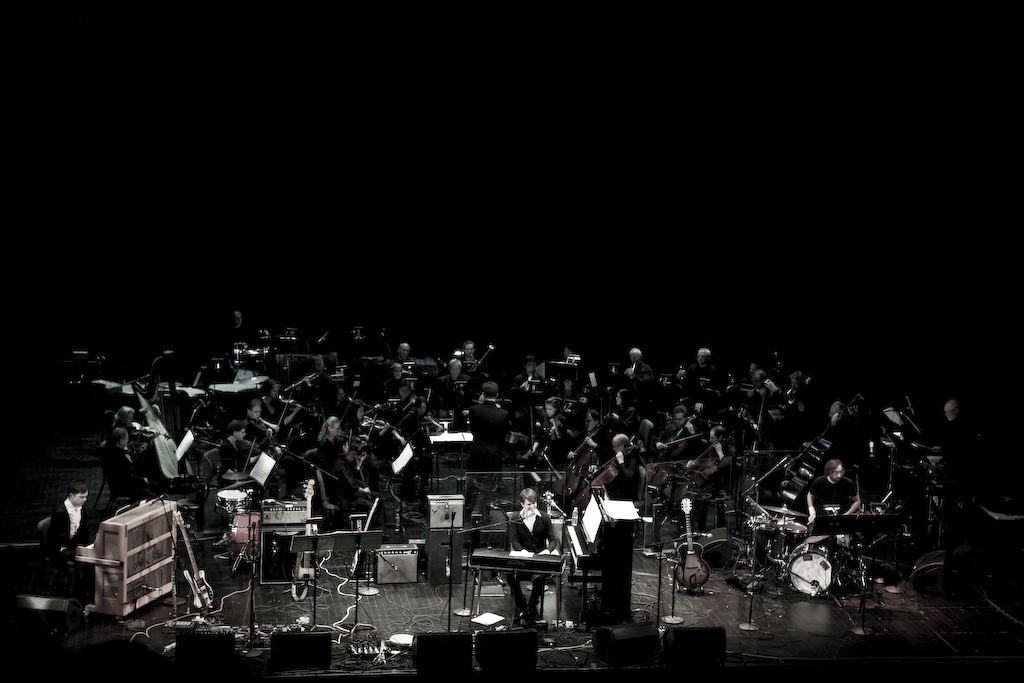
Бруклинский филармонический оркестр

Бруклинский филармонический оркестр (англ. Brooklyn Philharmonic, до 1982 года Бруклинская филармония, англ. Brooklyn Philharmonia) — американский симфонический оркестр, базирующийся в Нью-Йорке. Основан в 1954 году Зигфридом Ландау.
С самого начала своего существования оркестр тяготел к специализации по музыке XX века. В 1990 г. художественное руководство и менеджмент оркестра объявили о своём намерении полностью сосредоточиться на репертуаре последнего столетия; в 1992 г. приглашённый на должность консультанта и исполнительного директора известный музыкальный критик Джозеф Горовиц ввёл в практику оркестра необычно составленные тематические программы, также построенные преимущественно на новейшем репертуаре. Эти новации вызвали интерес критики, но привели к катастрофическому оттоку публики, в результате которого число проданных оркестром абонементов сократилось с 2840 в сезоне 1990/91 до 407 в сезоне 1999/00.

## Музыкальные руководители
- Зигфрид Ландау (1954—1971)
- Лукас Фосс (1971—1988)
- Деннис Рассел Дэвис (1990—1996)
- Роберт Спано (1996—2004)
- Майкл Кристи (с 2005 г.)